# 安心院盆地
安心院盆地（あじむぼんち）は、大分県宇佐市（旧安心院町）にある盆地。

## 概要
盆地の南側には速水火山地や人見岳火山地があり、そこから流れる津房川やその支流が、北部の鹿嵐山・妙見山火山地や大蔵山・米神山火山地にせき止められ、標高80～100メートルの埋積低地が形成された。小説家の司馬遼太郎が日本一の盆地風景と絶賛したことでも知られる。
安心院（あじむ）という地名の由来については種々の説があり、葦生説（葦が生える地）、安曇説（渡来人で海洋民族だった安曇氏が農耕民化した地）などの説がある。
朝夕の寒暖差が大きく深い底霧に包まれることも多く、ブドウの栽培に適していることから、1966年（昭和41年）に国営農地開発事業において「西日本一のぶどう団地」のスローガンでブドウ栽培が進められた。地ワインとして安心院ワインがあり、盆地（宇佐市内）には2つのワイナリーがある。

## 祭事
- 安心院盆地祭り - 毎年8月下旬に開催され、盆踊りや花火大会、露店の出店などがある[4]。